# Мерсер (Північна Дакота)
Мерсер (англ. Mercer) — місто (англ. city) в США, в окрузі Маклейн штату Північна Дакота. Населення — 88 осіб (2020).

## Географія
Мерсер розташований за координатами 47°29′26″ пн. ш. 100°42′39″ зх. д. / 47.49056° пн. ш. 100.71083° зх. д. (47.490535, -100.710762).  За даними Бюро перепису населення США в 2010 році місто мало площу 0,58 км², з яких 0,57 км² — суходіл та 0,02 км² — водойми.

## Демографія
Згідно з переписом 2010 року, у місті мешкали 94 особи в 48 домогосподарствах у складі 24 родин. Густота населення становила 161 особа/км².  Було 58 помешкань (99/км²).
Расовий склад населення:
| - 97,9 % — білих - 1,1 % — азіатів |

До двох чи більше рас належало 1,1 %. Частка іспаномовних становила 0,0 % від усіх жителів.
За віковим діапазоном населення розподілялося таким чином: 22,3 % — особи молодші 18 років, 45,8 % — особи у віці 18—64 років, 31,9 % — особи у віці 65 років та старші. Медіана віку мешканця становила 53,5 року. На 100 осіб жіночої статі у місті припадало 104,3 чоловіків;  на 100 жінок у віці від 18 років та старших — 82,5 чоловіків також старших 18 років.
Середній дохід на одне домашнє господарство  становив 37 515 доларів США (медіана — 28 750), а середній дохід на одну сім'ю — 55 985 доларів (медіана — 53 750). Медіана доходів становила 53 750 доларів для чоловіків та 23 542 долари для жінок. За межею бідності перебувало 15,8 % осіб, у тому числі 0,0 % дітей у віці до 18 років та 30,0 % осіб у віці 65 років та старших.
Цивільне працевлаштоване населення становило 19 осіб. Основні галузі зайнятості: освіта, охорона здоров'я та соціальна допомога — 42,1 %, оптова торгівля — 15,8 %, будівництво — 15,8 %.